# Battaglia di Gaugamela
La battaglia di Gaugamela (in greco antico: Γαυγάμηλα?, Gaugámēla) conosciuta anche come battaglia di Arbela, fu combattuta da Alessandro Magno contro l'impero achemenide di Dario III. Il 1º ottobre del 331 a.C., l'esercito della lega corinzia sotto il comando del re macedone si scontrò con l'esercito persiano di Dario III vicino a Gaugamela, nei pressi della odierna città di Mosul in Iraq. Anche se in pesante inferiorità numerica, Alessandro uscì vittorioso grazie alle sue superiori tattiche e a un esercito meglio addestrato. Fu una vittoria decisiva per l'alleanza ellenica e portò alla caduta dell'impero achemenide.

## Fonti antiche
Le due principali fonti sulla battaglia di Gaugamela sono le opere di Arriano (Anabasi di Alessandro) e di Quinto Curzio Rufo (Storie di Alessandro Magno); meno importanza hanno le opere di Diodoro Siculo (Biblioteca storica) e di Plutarco (Vita di Alessandro). Tutti questi storici vissero vari secoli dopo la spedizione di Alessandro in Asia: Diodoro nel I secolo a.C., Arriano e Plutarco tra il I e il II secolo d.C. e Rufo, che forse scrisse nel III secolo d.C. È chiaro come questi storici derivarono la propria narrazione da altre fonti coeve al periodo di Alessandro, oggi però in gran parte perdute.
Uno dei primi libri in greco antico è quello di Callistene di Olinto (Le gesta di Alessandro), scritto durante la campagna di Alessandro e di carattere propagandistico; altre opere contemporanee, però dal palese carattere encomiastico, sono la Storia di Alessandro di almeno due libri, di Anassimene di Lampsaco e l'opera di Onesicrito (dal titolo incerto) che fu timoniere al servizio di Alessandro.
Da queste prime opere si susseguono gli scritti di Nearco (fine IV secolo a.C.), di Tolomeo I (IV-III secolo a.C.) e di Aristobulo (III secolo a.C.) che saranno la fonte primaria per l'opera di Arriano. L'opera di Clitarco di Alessandria (intorno al 310 a.C.), in dodici libri, sarà variamente utilizzata da Diodoro e da Rufo. Tutte queste opere hanno un carattere filo-macedone, escludendo l'opera di Ieronimo di Cardia (III secolo a.C.) che, pur prediligendo un sistema narrativo di esagerazione e volto a stupire il lettore, resta comunque piuttosto distaccato dalla narrazione di parte degli altri storici. Risulta quindi molto difficile riuscire a dare una ricostruzione fedele degli eventi, del numero di soldati e delle perdite della battaglia, che risentono molto del filtro parziale che ne hanno dato gli storici antichi.

## Antefatti
Nel mese di novembre del 333 a.C., Dario III era stato sconfitto da Alessandro nella battaglia di Isso con la conseguente cattura di sua moglie, di sua madre, e delle sue due figlie, Statira II e Dripetide. L'imperatore persiano si ritirò quindi a Babilonia, dove riorganizzò l'esercito superstite dalla battaglia precedente. La vittoria di Isso diede invece a Alessandro il controllo della Asia Minore meridionale. A seguito della vittoria nell'assedio di Tiro, che era durato da gennaio a luglio, Alessandro acquisì successivamente anche il controllo del Levante. Dopo la sua vittoria a Gaza, il numero delle truppe persiane ancora in grado di combattere si ridusse al punto che il satrapo persiano d'Egitto, Mazace, preferì arrendersi pacificamente ad Alessandro.

### I negoziati tra Dario e Alessandro
Dario cercò di dissuadere per vie diplomatiche Alessandro dallo sferrare ulteriori attacchi contro il suo impero. Gli storici antichi offrono diversi resoconti delle sue trattative con il macedone, che possono essere riassunti in tre tentativi di negoziazione.
Gli storici Giustino, Arriano e Quinto Curzio Rufo riportano che Dario inviò una lettera ad Alessandro dopo la battaglia di Isso. Nella lettera gli chiedeva di ritirarsi dall'Asia e rilasciare i suoi prigionieri. Secondo Curzio e Giustino, l'imperatore persiano offriva un riscatto per i suoi prigionieri, mentre Arriano non fa menzione di alcun riscatto. Curzio descrive come offensivo il tono della lettera. Alessandro respinse le sue pretese.
Un secondo tentativo di negoziazione ebbe luogo dopo la cattura di Tiro. Dario offrì ad Alessandro un matrimonio con la figlia Statira e tutto il territorio a ovest del fiume Halys. Giustino è meno preciso e, senza menzionare una figlia in particolare, parla di una porzione non specificata del regno di Dario. Anche Diodoro Siculo menziona l'offerta di tutto il territorio a ovest del fiume Halys, oltre a quelle di un trattato di amicizia e di un grande riscatto per i prigionieri. Diodoro è l'unico storico antico a riportare che Alessandro nascose questa lettera e presentò i suoi amici e consiglieri una lettera falsificata e più favorevole ai suoi interessi di continuare la guerra. Ancora una volta Alessandro rifiutò ogni accordo, rimandando indietro a mani vuote gli ambasciatori persiani.

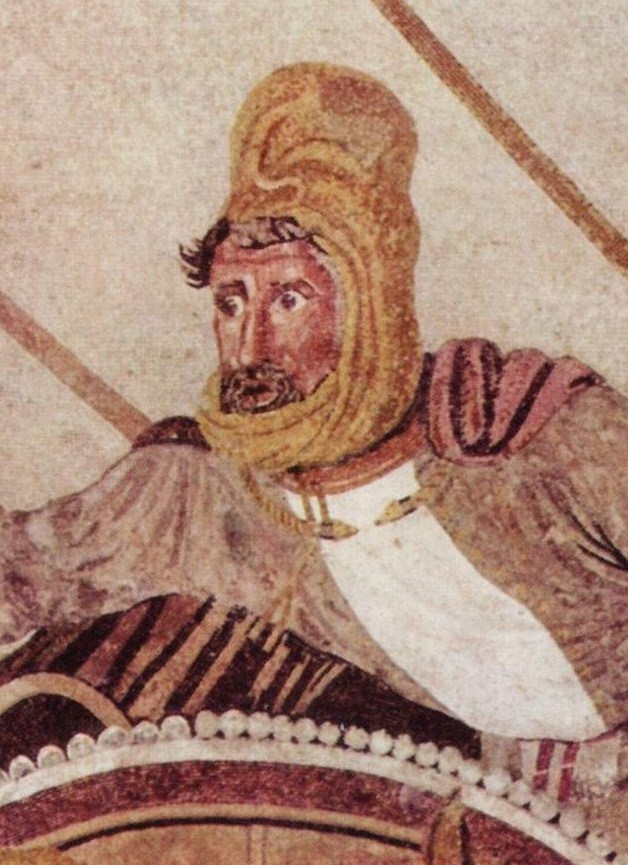
Dario III. Dettaglio del mosaico della Battaglia di Isso - Museo Archeologico Nazionale di Napoli

Dopo il fallimento del secondo tentativo di negoziazione, Dario incominciò a prepararsi per un'altra battaglia. Tuttavia fece un terzo e ultimo sforzo di negoziazione dopo la partenza di Alessandro dall'Egitto. La terza offerta Dario era stavolta molto più generosa. Egli elogiò e ringraziò Alessandro per il trattamento riservato a sua madre Sisygambis e gli offrì tutto il territorio a ovest dell'Eufrate, il co-dominio dell'Impero achemenide, la mano di una delle sue figlie e 30000 talenti d'argento. Nel racconto di Diodoro, Alessandro sottopose questa offerta ai suoi amici. Parmenione fu l'unico a prendere la parola, dicendo: « Se fossi Alessandro, dovrei accettare quello che è stato offerto e fare un trattato ». Al che pare che Alessandro rispose: « Allora dovrei, se fossi Parmenione ». Alessandro rifiutò nuovamente l'offerta di Dario, sostenendo che ci poteva essere un solo re dell'Asia. Egli invitò Dario ad arrendersi a lui o a incontrarlo in battaglia per decidere chi doveva essere l'unico re dell'Asia.
Le descrizioni fornite dagli altri storici riguardo al terzo tentativo di negoziazione sono simili al resoconto di Diodoro, ma differiscono nei dettagli. Diodoro, Curzio e Arriano scrivono che fu inviata un'ambasciata e non una lettera, come invece sostenuto da Giustino e Plutarco. Plutarco e Arriano riportano che il riscatto offerto per i detenuti era di 10000 talenti, ma Diodoro, Curzio e Giustino danno una cifra di 30000. Arriano scrive che questo terzo tentativo ebbe luogo durante l'assedio di Tiro, dove gli altri storici collocano il secondo tentativo di negoziazione. Con il fallimento della diplomazia, Dario decise di prepararsi per un'altra battaglia contro Alessandro.

## Preludio

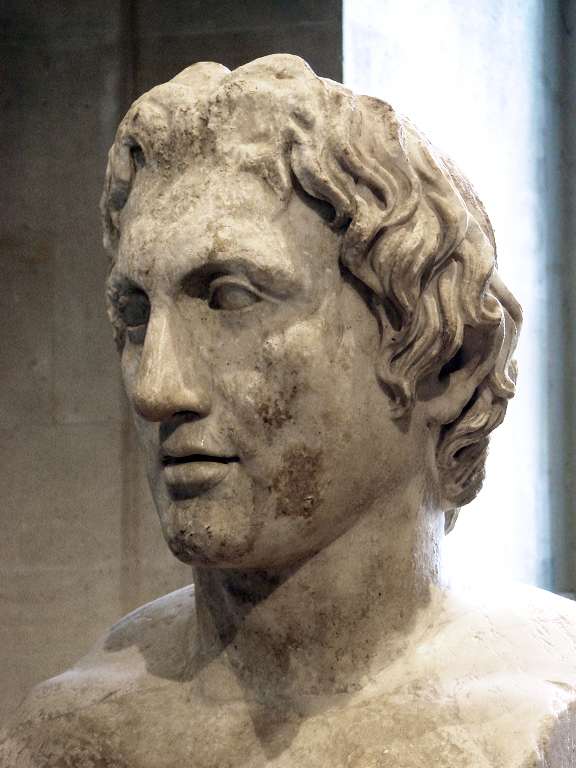
Alessandro Magno
(Lisippo)

Nei due anni successivi alla Battaglia di Isso Alessandro aveva occupato la costa mediterranea dalla Fenicia fino all'Egitto, dove si era fatto consacrare faraone.
Dopo aver sistemato la gestione amministrativa in Egitto, Alessandro era tornato a Tiro durante la primavera del 331 a.C.. Successivamente era avanzato dalla Siria verso la parte centrale dell'Impero Persiano raggiungendo quindi Tapsaco nel luglio o nell'agosto del 331 a.C.. Arriano riferisce che Dario aveva messo il satrapo Mazeo a guardia del guado sull'Eufrate vicino Tapsaco, con una forza di 3000 uomini di cavalleria, tra i quali 2000 mercenari greci. Questi fuggirono all'avvicinarsi dell'esercito di Alessandro che riuscì quindi ad attraversare il fiume senza incontrare nessuna opposizione.

### La marcia di Alessandro attraverso la Mesopotamia
Superato il fiume vi erano due strade possibili attraverso la Mesopotamia: la prima portava direttamente a Babilonia, mentre l'altra portava prima a nord e poi, una volta superate le colline, tornava a sud raggiungendo la stessa meta.
L'idea di Dario era quella di costringere il suo avversario a raggiungerlo nelle pianure da lui scelte per lo scontro. Qui avrebbe potuto sfruttare la sua superiorità numerica, inducendo nel frattempo Alessandro a non prendere la via diretta per Babilonia, la quale avrebbe fatto evitare la battaglia. Parte dell'esercito persiano venne quindi inviata nella zona per prevenire la costruzione di un ponte da parte dei Macedoni mentre Mazeo, con qualche migliaio di uomini, doveva impedire all'esercito di Alessandro di prendere la via sbagliata.
Dopo aver attraversato il fiume Eufrate Alessandro seguì comunque il percorso settentrionale, invece di quello verso sud-est che lo avrebbe portato direttamente a Babilonia. Nel farlo, mantenne il corso dell'Eufrate e le montagne dell'Armenia alla sua sinistra. L'itinerario a nord avrebbe infatti reso più facile procurarsi foraggio e provviste e non era caratterizzato dal caldo estremo del percorso diretto. Quando alcuni esploratori persiani vennero catturati, riferirono ai macedoni che Dario si era accampato davanti al fiume Tigri, con un esercito ancora più grande di quello che lui aveva affrontato in Cilicia, per evitare che Alessandro lo attraversasse. In realtà il macedone trovò il Tigri indifeso e riuscì ad attraversarlo anche se con grandi difficoltà.
Diodoro fa un racconto differente, affermando che Mazeo doveva solo evitare che Alessandro attraversasse il Tigri. Mazeo non si sarebbe però preso la briga di difenderlo perché lo riteneva invalicabile a causa della forte corrente e della profondità del fiume. Inoltre, Diodoro e Curzio Rufo ricordano che Mazeo impiegò la tattica della terra bruciata nella regione dove l'esercito di Alessandro sarebbe dovuto passare, in modo da impedire i rifornimenti di cibo ai Macedoni. Bruciò per questo campi e città ma gli approvvigionamenti furono comunque possibili usando il corso del fiume per un trasporto veloce.
Dopo che l'esercito macedone ebbe attraversato il Tigri, si verificò un'eclissi lunare. Alessandro offrì allora un sacrificio alla Luna, al Sole e alla Terra.
Questo particolare è molto importante per determinare la data della battaglia che si combatté poco dopo. Secondo la lista delle eclissi lunari del IV sec. a.C., dovrebbe corrispondere con quella del 1º ottobre del 331 a.C.. In realtà la discussione non si è mai chiusa e la tradizione riguardo alla data precisa della battaglia è confusa. Plutarco la colloca undici giorni prima in quanto fa riferimento a un'altra eclissi verificatasi nel mese attico di Boedromione, che era il nome del terzo mese del calendario attico, e quindi identificata come quella del 20/21 settembre del 331 a.C.. Se il mese attico seguiva invece la Luna, l'eclissi va collocata il 15 di Boedromione, e la battaglia risulterebbe combattuta il 26 o il 27 settembre. Arriano, tuttavia, afferma che la battaglia avrebbe avuto luogo durante il mese di Pianepsione. Giustino dice semplicemente che la battaglia si verificò postero die (il giorno dopo) il licenziamento dell'ultima ambasciata di Dario.
L'eclisse di luna fu considerata in ogni caso un presagio favorevole ai macedoni e ad Alessandro. Questi decise quindi di attaccare l'esercito avversario temendo che temporeggiando ancora Dario potesse rifugiarsi in terre a lui maggiormente ostili.
Alessandro marciò verso sud, lungo la riva orientale del Tigri. Il quarto giorno dopo la traversata del Tigri i suoi esploratori riferirono che era stata avvistata della cavalleria persiana; non seppero darne un numerazione precisa ma la valutarono comunque in più di mille uomini. Alessandro decise di attaccarli con la sua forza di cavalleria lasciando indietro il resto del suo esercito. Alla vista del re macedone la cavalleria persiana fuggì. La maggior parte di questa riuscì a mettersi in salvo, ma alcuni furono uccisi o fatti prigionieri. Questi riferirono ai macedoni che Dario non era lontano, e il suo accampamento si trovava nei pressi di Gaugamela.

### Analisi strategica
Diversi storici hanno criticato i Persiani per il loro fallimento nell'insidiare l'esercito di Alessandro e specialmente nell'interrompere le sue lunghe linee di rifornimento durante l'avanzata attraverso la Mesopotamia. Lo storico britannico Peter Green ritiene che la scelta di Alessandro di muoversi sul percorso a nord prese i Persiani in contropiede. Secondo Green, Dario si aspettava che Alessandro prendesse la strada più veloce verso sud che puntava direttamente verso Babilonia, come aveva già fatto Ciro il Giovane nel 401 a.C., prima della sua sconfitta nella battaglia di Cunassa. L'uso da parte di Dario della tattica della terra bruciata e dei carri falcati, suggerisce che egli volesse ripetere quella battaglia. Alessandro non sarebbe stato in grado di approvvigionare in modo adeguato il suo esercito se avesse preso la strada del sud, anche se la tattica della terra bruciata avesse fallito. L'esercito macedone, denutrito ed esausto a causa del caldo, sarebbe poi stato facilmente sconfitto da Dario nella pianura di Cunassa. Quando Alessandro prese la via del nord, Mazeo dovette tornare a Babilonia a portare la notizia. Dario probabilmente decise allora di fare in modo che Alessandro non attraversasse il Tigri. Questo piano probabilmente non riuscì perché il macedone utilizzò un guado sul fiume che era più vicino a Tapsaco che a Babilonia. Dario avrebbe quindi improvvisato e scelse Gaugamela come luogo a lui più favorevole per una battaglia. Lo storico olandese Jona Lendering, nel suo libro "Alexander de Grote. De ondergang van het Perzische rijk" ("Alessandro il Grande. La fine dell'impero persiano") sostiene il contrario e loda Mazeo e Dario per la loro strategia: Dario avrebbe deliberatamente permesso ad Alessandro di attraversare i fiumi incontrastato per guidarlo al campo di battaglia da lui scelto.

## Forze in campo

### Dimensioni dell'armata persiana

#### Stime moderne
| Unità                | Stime minori | Stime maggiori |
| -------------------- | ------------ | -------------- |
| Peltasti             | 10000        | 30000          |
| Cavalleria           | 12000        | 40000          |
| Immortali            | 10000        | 10000          |
| Cavalleria Bactriana | 1000         | 2000           |
| Arcieri              | 1500         | 1500           |
| Carri falcati        | 200          | 200            |
| Elefanti da guerra   | 15           | 15             |
| Totale               | 52930        | 87000          |

Alcuni antichi storici greci testimoniano che l'esercito persiano contasse tra i 200000 e i 300000 uomini, ma alcuni studiosi moderni suggeriscono che in realtà non superasse il numero di 50000 a causa delle difficoltà logistiche dell'epoca a mettere in campo più di 50000 soldati in battaglia. Tuttavia, non è escluso che l'impero achemenide in quell'occasione abbia potuto schierare oltre 100000 uomini. Le cifre fornite dalle diverse fonti, sono tra le più svariate. 
Una stima riporta che ci fossero 25000 peltasti, 10000 Immortali, 2000 opliti greci, 1000 Battriani, e 40000 cavalieri, 200 carri falcati, e 15 elefanti da guerra. Hans Delbrück stima la cavalleria persiana in un numero massimo di 12000 a causa dei problemi di gestione dell'epoca, e la fanteria persiana (Peltasti) in numero inferiore a quello della fanteria pesante greca, ma compensata da 8000 mercenari greci.
Warry stima una dimensione totale dell'armata persiana a circa 91000; Welman 90000; Delbrück (1978) 52000; Engels (1920) e Green (1990) attorno a 100000.

#### Fonti antiche
Il numero esatto dei Persiani rimane sconosciuto ma è ragionevolmente certo che fossero molto superiori alle forze di Alessandro. Le stime antiche più prudenti riportano un numero di 235000 complessivi. Secondo altri commentatori Dario avrebbe radunato circa 500000 uomini; qualcuno, addirittura, ritiene il suo esercito forte di un milione di soldati.
Il problema è destinato a restare insoluto, almeno con le fonti documentarie che ad oggi abbiamo a disposizione. Non bisogna dimenticare che disponiamo solo dei resoconti scritti dai vincitori. Sono opere redatte successivamente agli eventi qui citati da storici (Tolomeo, Eumene di Cardia, i bematisti) vissuti in un mondo ellenistico che aveva ormai mitizzato Alessandro come il proprio eroe fondatore. È probabile che alcuni di questi possano aver gonfiato i numeri a favore dei Persiani per rendere più mirabile la vittoria del macedone.
Secondo Arriano, la forza di Dario contava 40000 cavalieri, 1000.000 di soldati di fanteria, tra cui cita qualche migliaio di opliti greci mercenari senza precisarne il numero, 200 carri falcati Sciti e 15 elefanti da guerra degli alleati indiani. Diodoro Siculo scrive di 200000 cavalieri e 800000 fanti. Plutarco attesta un numero totale di 1000.000 di truppe senza però specificarne la composizione, mentre secondo Curzio Rufo essa consisteva di 45000 cavalieri e 200000 fanti
Nonostante sia certo che Dario avesse in ogni caso un vantaggio significativo nei numeri, la maggior parte delle sue truppe erano sicuramente di qualità molto inferiore a quella di Alessandro. I pezeteri di Alessandro erano armati con picche di sei metri, la famosa e letale sarissa. Il grosso della fanteria persiana era invece scarsamente addestrato e attrezzato rispetto ai pezeteri e agli opliti greci. L'unica fanteria rispettabile di Dario erano proprio i suoi 2000 opliti greci e la sua guardia del corpo personale, i 10000 Immortali.
I mercenari greci combatterono nella famosa formazione a falange, armati di uno scudo pesante, ma con lance non più lunghe di tre metri, mentre le lance degli Immortali erano lunghe 2 metri. Tra le altre truppe persiane, quelle armate più pesantemente erano gli armeni che erano equipaggiati alla maniera greca, e probabilmente combatterono nella formazione a falange. Il resto dei contingenti di Dario erano armati in maniera molto più leggera; storicamente le armi principali dell'esercito achemenide erano l'arco con le frecce, e il giavellotto.

### Stime moderne e antiche
| Unità            | Numeri |
| ---------------- | ------ |
| Fanteria pesante | 31000  |
| Fanteria leggera | 9000   |
| Cavalleria       | 7000   |

Alessandro comandava le forze greche del suo regno di Macedonia e quelle della lega di Corinto insieme agli alleati Traci e Tessali. Secondo Arriano, lo storico più attendibile (che si crede abbia scritto basandosi sul lavoro del testimone oculare Tolomeo) le sue forze contavano 7000 cavalieri e 40000 fanti. Le stime moderne si rifanno alle testimonianze di Arriano. Molti storici concordano sul fatto che l'esercito macedone contasse 31000 fanti pesanti, compresi i mercenari e gli opliti di altri stati greci alleati tenuti nella riserva, con ulteriori 9000 fanti leggeri che consistevano principalmente di peltasti ed alcuni arcieri. La dimensione del reparto greco a cavallo era di circa 7000 uomini.

## Il terreno
Dario scelse una pianura aperta e molto regolare, dove avrebbe potuto schierare comodamente il suo grande numero di forze, senza rischiare di restare intrappolato in un campo di battaglia ristretto come era successo a Isso due anni prima: sarebbe quindi stato in grado di posizionare i reparti del suo enorme esercito per tutta l'ampiezza del terreno e dispiegare efficacemente la sua cavalleria, molto più numerosa di quella nemica. Secondo alcuni resoconti, Dario ordinò ai suoi soldati di livellare ulteriormente il terreno prima della battaglia, in modo da garantire ai suoi 200 carri da guerra le migliori condizioni di movimento. Tuttavia questo non sarebbe stato necessario. Sul terreno, infatti, c'erano già all'origine poche e basse colline e, a causa di un autunno molto mite e secco, ancor meno specchi d'acqua che Alessandro avrebbe potuto utilizzare per proteggersi.
Il sito della battaglia non è stato identificato con certezza. Lo scontro probabilmente venne combattuto vicino ad una collina a forma di gobbe di cammello, da cui l'etimologia del nome: Tel Gomel (o Tel Gahmal) o Monte del Cammello in ebraico. Altri traducono il nome come Stalla del Cammello (Plutarco lo indica come Casa del Cammello nella sua Vita di Alessandro) ed associano il luogo ad un insediamento. L'ipotesi più comunemente accettata riguardo alla corretta collocazione del sito è a 36°21′36″N 43°15′00″E, una località a est di Mosul, nei pressi del Jabal Maqlub, una montagna che oggi si trova nel moderno Iraq settentrionale; ipotesi originariamente suggerita da Sir Aurel Stein nel 1938.
Dopo la battaglia Dario fuggì ad Arbela (l'odierna Arbil), situata a circa 100-120 chilometri ad est, convinto di poter ancora organizzare una resistenza che ormai appariva disperata anche agli occhi dei suoi più fedeli generali.

## La battaglia

### Le disposizioni iniziali
La battaglia iniziò con i Persiani già presenti sul campo di battaglia. Dario aveva reclutato la migliore cavalleria dalle sue satrapie e dagli alleati delle tribù scite. Egli schierò dei carri da guerra sciti e per favorire i loro movimenti aveva fatto preparare il terreno davanti alle sue truppe (vennero rimossi arbusti e cespugli e riempiti gli avvallamenti). Dario aveva nel suo esercito anche 15 elefanti da guerra indiani (anche se sembra che questi non abbiano avuto alla fine alcun ruolo nella battaglia) supportati da carri falcati.

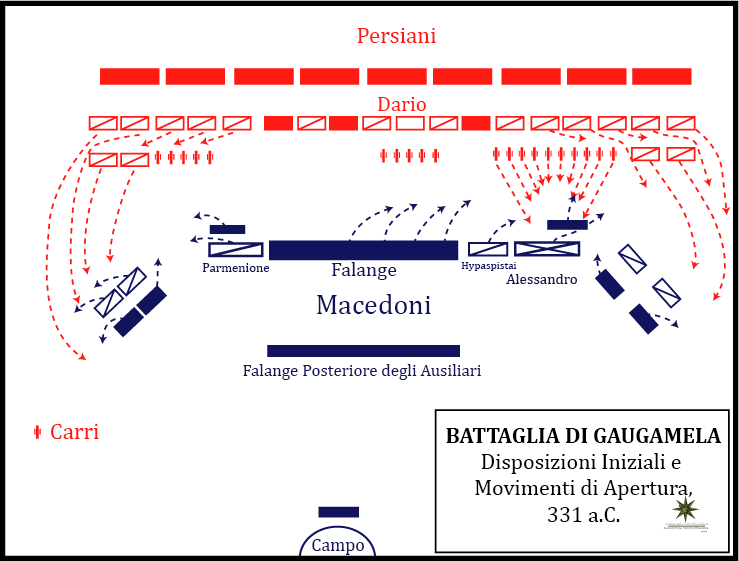
Schieramento iniziale e primi movimenti

Dario si schierò nel mezzo del suo esercito circondato dalle migliori truppe, com'era tradizione dei Re Persiani. Alla sua destra stavano i cavalieri Carii, i Mercenari Greci e le Guardie Persiane a Cavallo. Tra il centro e l'ala destra dello schieramento sistemò le Guardie Persiane a Piedi (conosciuti come Immortali), la Cavalleria Indiana e gli arcieri Mardiani.
La cavalleria era schierata su tutte e due le ali. Besso comandava l'ala sinistra, in cui vi erano i cavalieri Battriani, Dahai, Aracrosiani, Persiani, Susi, Cadusi e Sciti. I carri furono posizionati davanti a questi con un piccolo gruppo di Battriani. Mazeo comandava l'ala destra, composta dai cavalieri Siri, Medi, Mesopotamici, Parti, Saci, Tapuri, Ircani, Albani, Sacesini, Cappadoci e Armeni. I Cappadoci e gli Armeni erano schierati davanti alle altre unità di cavalleria e condussero l'attacco. Ai cavalieri Albani e Sacesini fu dato l'ordine di allargarsi per colpire il fianco sinistro dei Macedoni.
Lo schieramento macedone era formato da due parti: la destra dell'esercito sotto il comando diretto di Alessandro e la sinistra affidata a Parmenione. Alessandro combatté con i suoi fidi cavalieri Etèri, accompagnato dai Peoni e dalla cavalleria leggera macedone. La cavalleria mercenaria fu divisa in due gruppi, con i veterani disposti sul fianco destro e gli altri davanti agli Agriani ed agli arcieri macedoni, i quali erano situati a fianco della falange. Parmenione era posizionato sulla sinistra con i Tessali, i mercenari Greci e le unità di cavalleria Tracia. Furono messi in quella posizione con l'ordine di compiere una manovra di contenimento mentre Alessandro avrebbe assestato il colpo decisivo dalla destra.
Tra il centro e l'ala destra della formazione c'erano dei mercenari Cretesi. Dietro di loro c'era un gruppo di cavalieri Tessali comandati da Filippo, figlio di Menelao, e di mercenari Achei. Alla loro destra c'era un'altra parte della cavalleria Greca alleata. Da lì si muoveva la falange che era disposta su una linea doppia. Poiché il rapporto numerico fra le cavallerie contrapposte era di 5 ad 1 e la linea formata dai Persiani superava di oltre un miglio quella della falange, sembrava inevitabile che i Macedoni sarebbero stati aggirati sui fianchi dai Persiani. La seconda linea aveva proprio l'ordine di combattere contro qualsiasi unità nemica che si fosse affiancata a loro. Questa seconda linea consisteva prevalentemente di mercenari.

### L'inizio della battaglia
Alessandro iniziò le manovre ordinando alla sua fanteria di marciare in formazione a falange verso il centro della linea nemica. Il macedone avanzò mantenendo le ali scaglionate all'indietro per indurre la cavalleria persiana a attaccare. Mentre le falangi combattevano la fanteria persiana, Dario inviò una gran parte della sua cavalleria e alcuni dei suoi fanti regolari ad attaccare le forze di Parmenione a sinistra.
Alessandro adottò una strategia molto particolare che è stata imitata pochissime volte nella storia. Il suo piano era di attirare la maggior parte possibile della cavalleria persiana sui fianchi allo scopo di creare un vuoto tra le linee nemiche, attraverso il quale poteva essere lanciato un attacco decisivo al centro contro Dario. Ciò richiedeva un tempismo ed una capacità di manovra a dir poco perfetti, ed avrebbe funzionato solo se il Gran Re avesse attaccato in forze per primo. Continuando ad avanzare con le ali scaglionate e disposte a formare un angolo di 45° all'indietro, i Macedoni allo stesso tempo, lentamente, si muovevano verso destra. Alessandro spinse l'esercito persiano ad attaccare (poiché sarebbero presto usciti dal terreno preparato per lo scontro) anche se Dario non voleva essere il primo a farlo, avendo visto cosa era accaduto ad Isso contro una formazione simile. Alla fine Dario fu però costretto ad attaccare.

### L'attacco persiano con i carri falcati
Dario lanciò i suoi carri, alcuni dei quali furono intercettati dagli Agriani. Pare che l'esercito macedone fosse stato addestrato ad una nuova tattica per contrastare il devastante attacco dei carri nel caso in cui fossero riusciti a penetrare nei loro ranghi. Le prime linee avrebbero dovuto spostarsi lateralmente aprendo un vuoto. Il cavallo nemico si sarebbe rifiutato di schiantarsi contro le lance delle schiere più avanzate e sarebbe entrato nella trappola, dove le lance delle seconde linee lo avrebbero fermato. Così i cocchieri sarebbero stati uccisi con facilità. Di fatto i Macedoni riuscirono a fermare l'attacco dei carri.

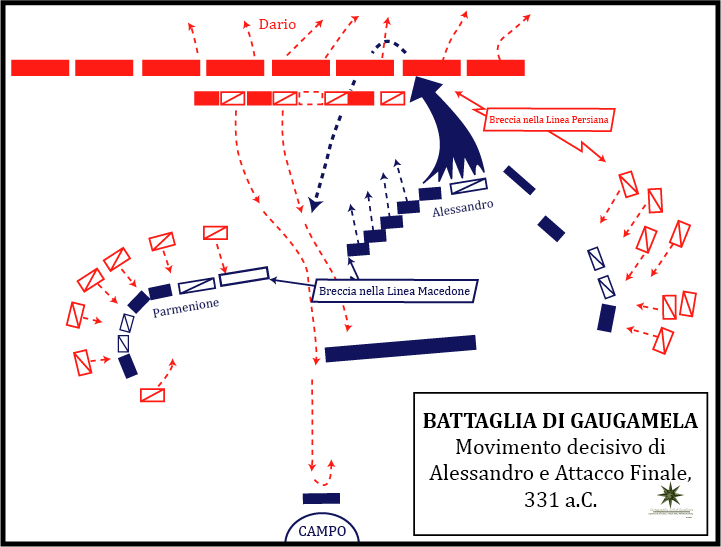
Movimenti decisivi di Alessandro e attacco finale

### L'attacco decisivo di Alessandro
Mentre i Persiani insistevano con l'attacco ai fianchi dei Macedoni, Alessandro lentamente scivolava nella loro retroguardia. I Persiani lo seguirono in questa manovra finché, finalmente, un vuoto si aprì tra l'ala sinistra di Besso e Dario, al centro, proprio quando il re macedone aveva gettato nella mischia le sue ultime riserve a cavallo. Alessandro diede ordine alla sua cavalleria personale di disimpegnarsi e di prepararsi per l'attacco decisivo contro i Persiani. Continuando a marciare dispose le sue unità come a formare un'enorme freccia, la cui punta era egli stesso. Dietro di sé aveva la propria cavalleria personale e tutti i battaglioni della falange che riuscì a sottrarre alla battaglia. Ancora più dietro erano schierate delle truppe ausiliarie leggere.
Questa "grande freccia" attaccò al centro i Persiani, proprio dove erano più sguarniti, mettendo fuori gioco la guardia reale di Dario ed i mercenari Greci. Besso, sulla sinistra, si trovò separato da Dario e, temendo di essere attaccato anche lui da quella formazione nemica, cominciò a ritirare le sue truppe. Anche Dario rischiava di restare isolato. A questo punto le varie fonti differiscono su cosa accadde. Secondo l'opinione più diffusa Dario si ritirò ed il resto dell'esercito lo seguì. Ma l'unica fonte contemporanea a noi nota, un diario astronomico babilonese scritto nei giorni della battaglia, dice:
Diodoro concorda con questa versione confermandone la validità: sembrerebbe il resoconto più verosimile della battaglia.

### Il soccorso al fianco sinistro
A quel punto, comunque, Alessandro non poté inseguire Dario poiché ricevette una disperata richiesta d'aiuto da Parmenione (un evento che sarebbe stato usato in seguito da Callistene ed altri per screditare Parmenione).
Mentre i Macedoni cercavano di tamponare l'offensiva sul fianco sinistro, un varco si aprì anche nelle loro linee tra l'ala sinistra ed il centro. Le unità di cavalleria persiane ed indiane, posizionate al centro con Dario, vi irruppero. Invece di attaccare la falange di Parmenione da dietro questi proseguirono verso l'accampamento macedone per fare razzie. Tornando indietro si scontrarono con la cavalleria personale di Alessandro, cosa che provocò la morte di oltre 60 cavalieri macedoni.
Dopo che Dario, al centro, si ritirò dalla battaglia, anche Mazeo cominciò a ritirare le sue forze come già stava facendo Besso. Però, a differenza di quest'ultimo, Mazeo e le sue truppe si divisero e mentre fuggivano subirono la carica dei Tessali e di altre unità di cavalleria macedone. Mazeo si ritirò finalmente a Babilonia dove successivamente si arrese agli invasori.
Dopo la battaglia Parmenione circondò la carovana reale persiana mentre Alessandro e la sua guardia personale inseguirono Dario nella speranza di catturarlo. Come ad Isso, dopo la battaglia, i Macedoni si appropriarono di un cospicuo bottino, depredando circa 4000 talenti, come pure il carro e l'arco personali di Dario. Anche gli elefanti da guerra furono catturati.
Dario riuscì a fuggire dalla battaglia con un piccolo nucleo delle sue forze ancora intatte. Besso ed i cavalieri battriani riuscirono a riunirsi a lui come pure alcuni sopravvissuti della guardia reale e 2000 mercenari greci. Alla fine della battaglia i Macedoni contarono tra le proprie file più di 1200 tra morti e feriti; le perdite tra i Persiani furono di circa 53000 uomini.

## Conseguenze
A questo punto l'Impero Persiano era diviso in due parti: una orientale ed una occidentale. Alessandro avrebbe continuato a proclamarsi Gran Re. Gli elefanti da guerra furono condotti in Macedonia nel tentativo di essere addestrati ma nessuno conosceva i metodi di addestramento, perciò furono ricondotti in Persia e lì vennero liberati.
Dario nel corso della sua fuga radunò ciò che era rimasto dei suoi uomini. Progettò di dirigersi ancora più ad Est e di formare un nuovo esercito per affrontare nuovamente Alessandro, mentre quest'ultimo ed i suoi soldati si dirigevano verso Babilonia. Allo stesso tempo spedì lettere alle sue satrapie orientali chiedendo loro di restargli fedeli.